# گروه نیروهای ویژه ژاپن
گروه نیروهای ویژه ژاپن (انگلیسی: Special Forces Group) یگان نیروهای ویژه و ضدتروریسم زیرمجموعه نیروی زمینی دفاع‌ازخود ژاپن است، که در سال ۲۰۰۴ تأسیس شد.